# Diptychophorini
Tribu
Les Diptychophorini forment une tribu de papillons de nuit de la famille des Crambidae.

## Écologie

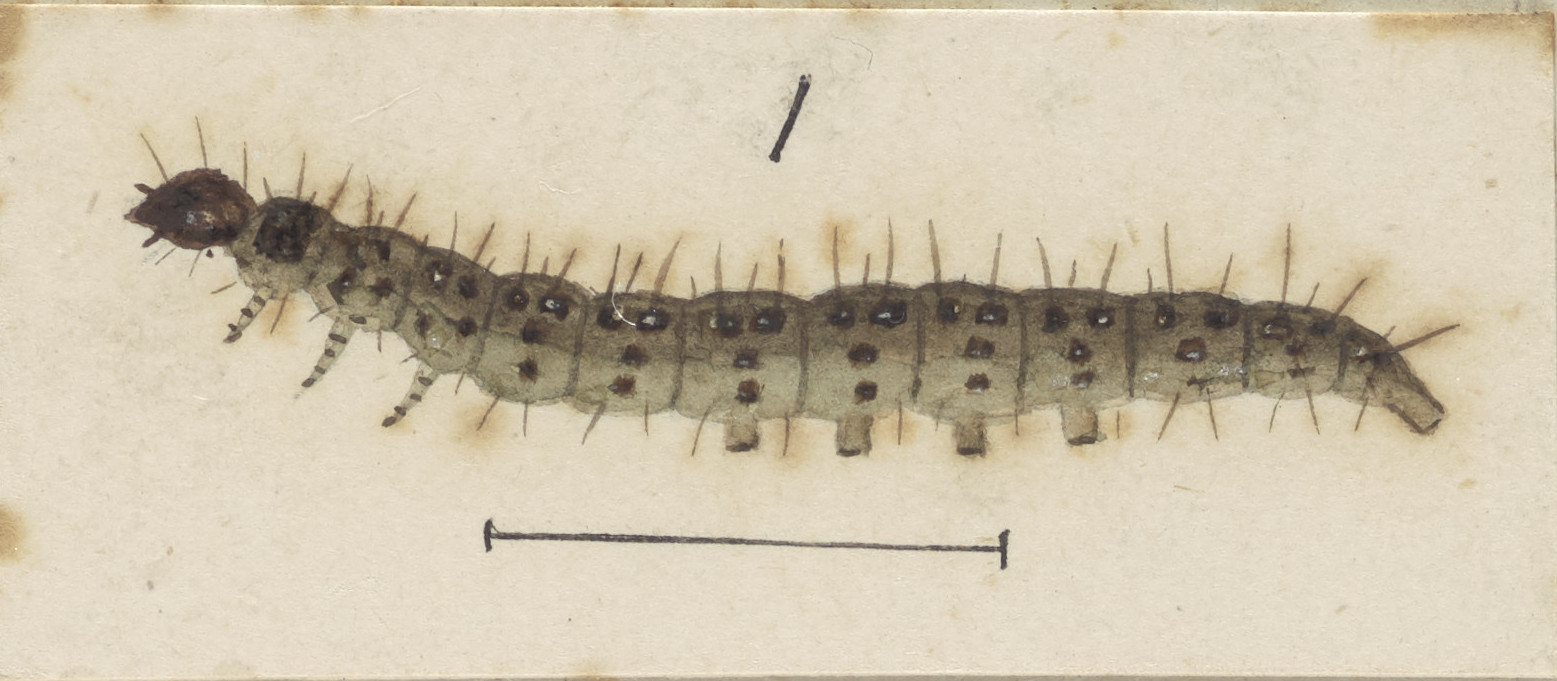
Chenille de Glaucocharis metallifera (Butler, 1877), figurée par George V. Hudson qui l'observe se nourrissant sur des mousses.

Les seules informations disponibles sur l'alimentation des chenilles dans la tribu des Diptychophorini concernent trois espèces de Nouvelle-Zélande du genre Glaucocharis, qui se nourrissent sur des mousses,,.

## Liste des genres
Selon le Global information system on Pyraloidea GlobIZ (22 décembre 2021), les genres suivants sont reconnus dans cette tribu :
- Cleoeromene Gaskin, 1986
- Diptychophora Zeller, 1866
- Gargela Walker, 1864
- Glaucocharis Meyrick, 1938
- Incaeromene Gaskin, 1986
- Microcausta Hampson, 1895
- Neoeromene Gaskin, 1986
- Peniculimius Schouten, 1994
- Steneromene Gaskin, 1986
- Tamsica Zimmerman, 1958